# Robert Bürger
Robert Bürger (* 10. April 1914 in Duisburg; † 25. Februar 1992 in Undorf) war Major der Wehrmacht und Oberst a. D. der Bundeswehr.

## Leben
Robert Bürger wurde in Duisburg geboren. Nach dem Schulabschluss trat er im Oktober 1935 in Regensburg in die 10. Infanterie-Division ein. Nach dem Besuch der Kriegsschule in Dresden kam er als Leutnant wieder nach Regensburg zurück.
Bürger nahm an dem Einmarsch der Wehrmacht in Österreich 1938 und der Tschechoslowakei 1939 teil. Den Überfall auf Polen erlebte er als Bataillonsadjutant eines Infanterie-Regiments. Nachdem er im April 1940 zum Oberleutnant befördert worden war, wurde er im Feldzug gegen Frankreich und 1941 als Kompaniechef im Krieg gegen die Sowjetunion eingesetzt. Anfang 1944 leitet Major Bürger die Feld-Unteroffizierschule für Schnelle Truppen Rembertau bei Warschau, wo auch Angehörige der Waffen-SS ausgebildet wurden. Seinen letzten Einsatzbefehl vom 10. April 1945 zur Führung eines Panzer-Grenadierregiments an der Ostfront kam Bürger nicht mehr nach, stattdessen hielt er sich bis zum Kriegsende in Regensburg auf.

Am 23. April 1945 war Bürger als Stellvertreter des Kampfkommandanten, seinen eigenen Angaben zufolge, im Standgericht gegen Domprediger Johann Maier, der tags darauf hingerichtet wurde.
Im Jahre 1942 heiratete Robert Bürger Helene Brodmerkel, die Tochter des Regensburger NSKK-Obersturmführers und NSDAP-Bezirksleiters Wilhelm Brodmerkel, mit der er fünf Kinder hatte.

### Nach dem Zweiten Weltkrieg
Nach dem Kriegsende arbeitete er in der Firma seiner Schwiegermutter und trat im April 1956 als Major in die Bundeswehr ein. In Koblenz führte er zunächst das Panzergrenadierbataillon 342. Ab Oktober 1964 war Bürger, mittlerweile zum Oberst befördert, Kommandeur der neu eröffneten Unteroffizierschule des Heeres in Sonthofen. Die Gebäude dieser Kaserne waren ab 1934 in der Funktion als „NS-Ordensburg Sonthofen“ (einer Adolf-Hitler-Schule) errichtet worden.

### Bürgers Bericht zum Kriegsende in Regensburg
Ende 1981 wandte sich Bürger mit seinen subjektiven Aufzeichnungen zum Kriegsende in Regensburg an das Militärgeschichtliche Forschungsamt (MGFA) in Freiburg und fragte um eine Veröffentlichung an. Da das MGFA aufgrund fehlender Zeitzeugen und „der spärlichen schriftlichen Überlieferungen“ kein Interesse zeigte, versuchte Bürger es mit dem gleichen Material in Regensburg, wo er mit offenen Armen empfangen wurde. Seinen Angaben zufolge ermunterten ihn der Direktor des Bischöflichen Zentralarchivs, Paul Mai, und dessen Stellvertreter, Werner Chrobak, zu seiner Studie und unterstützten bei Ergänzung von Quellen, Korrekturen und Vornahme des Drucksatzes. 1983 veröffentlichte Bürger den Aufsatz „Regensburg in den letzten Kriegstagen“, in dem er die letzten Kriegstage Regensburgs schilderte. Im Wesentlichen stützt Bürger sich dabei auf eine in seinem Besitz befindliche Abschrift des Kriegstagebuchs der Kampfgruppe Regensburg, die er in Auszügen und als teilweise geschwärzte Kopie vorlegte. Seit der Veröffentlichung reklamierte Bürger, ohne weitere Zeitzeugen bzw. Quellen nennen zu können, die Bewahrung der Stadt vor der Zerstörung durch die US-Truppen als sein Verdienst. Demnach habe er als stellvertretender Kampfkommandant nach einem Geistesblitz den Abzug der Kampftruppen (ca. 1400 Mann) aus Regensburg persönlich geleitet und die Stadt somit gerettet. Der NSDAP-Oberbürgermeister Otto Schottenheim habe den Truppenabzug mit der kurzfristigen Bereitstellung von städtischen LKW ermöglicht. Bürgers Schilderung ging daraufhin in die lokal- militärhistorische Literatur ein.

### Revision der Darstellungen Bürgers
Die ausführliche Revision von Peter Eiser und Günter Schießl aus dem Jahr 2012 kommt zu dem Ergebnis, dass es sich bei der Darstellung Bürgers um eine subjektive und eigennützige Schilderung eines Zeitzeugen handle, die durch keine verlässliche Quellenbasis gesichert sei. Bürger habe seine schriftlichen Beweismittel, wie das sogenannte Kriegstagebuch der Kampftruppe, vielmehr selbst verfasst und fingiert. Die Revision kommt weiter zu dem Resultat, dass in Regensburg im April 1945 keine LKW für den fraglichen Truppenabzug zur Verfügung gestanden hätten, und es großenteils das Verdienst des Stabsoffiziers Othmar Matzke sei, die Kapitulation und kampflose Übergabe der Stadt Regensburg in die Wege geleitet zu haben.

Werner Chrobak hingegen, der das Vorwort zu Bürgers Aufsatz schrieb und 1983 eine Veröffentlichung im Verlag des Historischen Vereins für Oberpfalz und Regensburg ermöglichte, hält an der Glaubwürdigkeit Bürgers fest.

Der Historiker des Instituts für Zeitgeschichte Sven Keller kam in einem Aufsatz zu dem Resultat, dass Bürger sich selbst zum „Retter Regensburgs“ stilisiere. Bürger mache sich „zu einer Art von gottgesandtem Retter, ja zu einem Werkzeug Gottes.“ Bürger arbeite, so Keller, mit nicht belegten bzw. unglaubwürdigen Behauptungen und mit „obskurer Quellenbasis“. Laut Keller fehle eine historische Studie, „die den Versuch unternimmt, anhand aller verfügbaren Quellen die Ereignisse von 1945 zu rekonstruieren“.

Robert Werner kam nach Archiv-Recherchen zu dem Ergebnis, dass Bürger erst nach seiner Dienstzeit in der Bundeswehr 1975 die schriftliche Abfassung des sogenannten „Kriegstagebuchs“ willkürlich fertiggestellt habe. Die Legende Bürgers könne „als Lehrbeispiel für Geschichtsklitterung und systematische Manipulation in einem Umfeld mit ähnlicher Interessenlage“ gelten.
Der Deutsche Bundeswehrverband erinnert seit 1994 in Adlersberg mit einem alljährlichen Friedensgebet an Robert Bürger und seine angeblichen Verdienste bei der Rettung Regensburgs.

## Veröffentlichungen
- Robert Bürger: Regensburg in den letzten Kriegstagen. In: Verhandlungen des Historischen Vereins für Oberpfalz und Regensburg (= Verhandlungen des Historischen Vereins für Oberpfalz und Regensburg. Band 123). Verlag des Historischen Vereins für Oberpfalz und Regensburg, 1983, ISBN , S. 379–394. (Digitalisat)